# 共立自動車学校・大野
共立自動車学校・大野（きょうりつじどうしゃがっこう・おおの）は、長崎県佐世保市瀬戸越にある長崎県公安委員会指定の自動車教習所。佐世保市椎木町にある共立自動車学校・日野、佐世保市鹿町町深江潟にある共立自動車学校・江迎や届出自動車教習所の壱岐市にある壱岐市自動車教習所や対馬市にある対馬市厳原自動車教習所とは姉妹関係にある。旧・大野自動車学校。

## 沿革
- 2008年（平成18年）11月1日 - 大野自動車学校が共立自動車学校に統合し現名称に改める。

## 取得免許
- 普通車免許
- 普通自動二輪車免許

## その他
- 共立自動車学校・日野、共立自動車学校・江迎と共同でテーマパーク巡りやサンセットクルージングといったイベントを行っている。